# 北京北辰洲际酒店

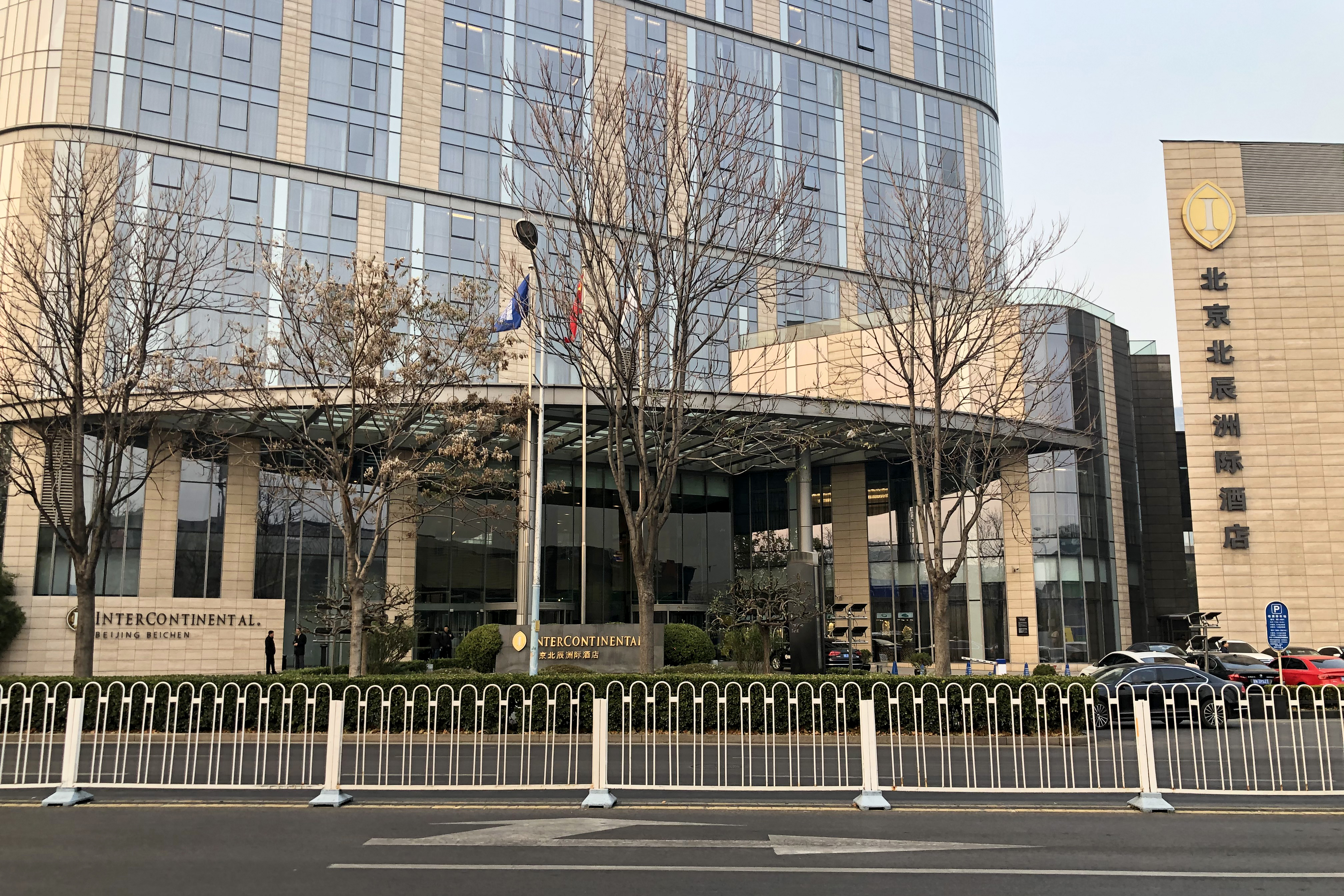
摄于2019年11月

北京北辰洲际酒店（英語：Intercontinental Beichen Hotel Beijing），位于北京市朝阳区北辰西路8号院4号楼的洲際酒店。

## 简介
酒店位于奥林匹克公园内，国家会议中心西侧，是国家会议中心的配套设施之一，于2006年12月封顶，在2008年北京奥运会赛时作为主新闻中心和媒体酒店使用。酒店为五星级酒店，由洲際酒店集團管理。建筑面积6万平方米，赛时设有一个有980个工作位的文字记者工作间、可租用的办公室、新闻发布厅、柯达图片中心等设施。这是奥运会历史上首次将主新闻中心建设为酒店。